# Срчана преткомора
Срчана преткомора је назив за срчану шупљину. Срчана преткомора служи за добијање крви из крвотока и спроводи у срчану комору. Код животиња са затвореним крвотоком, постоји најмање једна преткомора, а најчешће две. Рибе имају једну преткомору, док већина других животиња има две преткоморе.
Срчане коморе су за време феталног развоја спојене отвором (овалним отвором).